# Anna Drijver

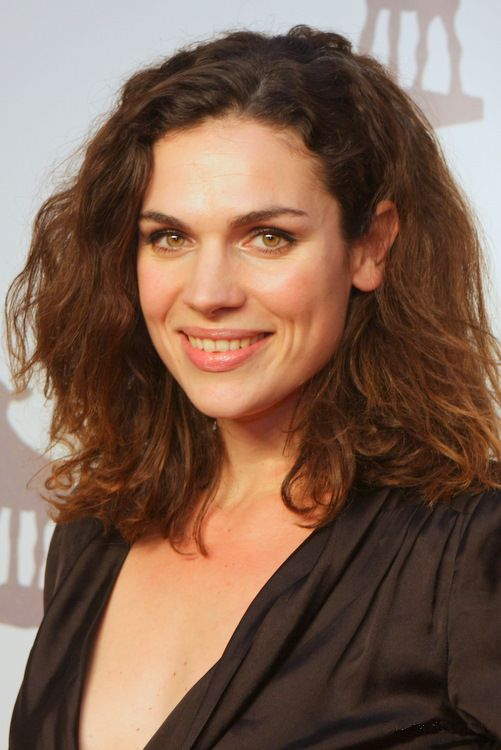
Anna Drijver

Anna Drijver (* 1. Oktober 1983 in Den Haag) ist eine niederländische Schauspielerin, Model, Schriftstellerin und Sängerin.

## Leben und Karriere
Drijver besuchte das Gymnasium. 2003 spielte sie in der niederländischen Seifenoper Goede tijden, slechte tijden und in der Fernsehserie Costa!. 2004/05 hatte sie die Hauptrolle in der BNN-Fernsehserie Bitches inne und spielte 2005 in den Filmen Flirt und Schnitzelparadies. 2008 absolvierte sie ihre Ausbildung an der Amsterdamse Toneel en Kleinkunst Academie.
2008 verkörperte Drijver eine Hauptrolle in dem Film Bride Flight, für die sie sehr positive Kritiken erhielt. 2009 übernahm sie eine Rolle in der Fernsehserie De Co-assistent. In dem Film Love Life – Liebe trifft Leben, basierend auf dem gleichnamigen Buch von Kluun, spielte Anna Drijver die Rolle der Roos, einer Frau, mit der die Hauptfigur Stijn (Barry Atsma) fremdgeht, während seine Frau Carmen (Carice van Houten) an Brustkrebs leidet. Im selben Jahr spielte sie im Film Stella’s oorlog die Rolle der Sita.
2010 spielte Anna Drijver in der Miniserie Bellicher: De Macht van Meneer Miller die Rolle der Kirsten. Auf der Leinwand verkörperte sie in der niederländischen Neuverfilmung des flämischen Films Loft – Tödliche Affären die Rolle der Ann Marai. 2013 spielte Drijver die Rolle der Barbara in der romantischen Komödie Smoorverliefd.
Anna Drijver ist außerdem als Theaterschauspielerin tätig – unter anderem war sie in Buitengewoon binnen, Uitgedokterd und 90 minuten zu sehen. 2010 spielte sie in der Theatervorstellung Niet zo bedoeld und 2012 in Rain Man, basierend auf dem gleichnamigen Film. Sie hatte die Rolle der Susan inne, der Freundin von Charlie Babbitt.
Drijver wurde 2010 Botschafterin der Ubuntu Streetkids Foundation. Im selben Jahr erschien ein Lied namens Wat doe je dapper, welches sie zusammen mit Diggy Dex sang.
2010 schrieb Anna Drijver unter dem Titel Je blijft ihren ersten Roman.

## Privatleben
Drijver wohnt mit dem Schauspieler Benja Bruijning zusammen.

## Filmografie (Auswahl)
- 2003: Costa! (Fernsehserie)
- 2004: Feestje!
- 2004–2005: Bitches (Fernsehserie)
- 2005: Flirt
- 2005: Gadjé
- 2005: Schnitzelparadies (Het schnitzelparadijs)
- 2008: Bride Flight
- 2008–2009: De Co-assistent (Fernsehserie)
- 2009: Stella’s oorlog
- 2009: Love Life – Liebe trifft Leben (Komt een vrouw bij de dokter)
- 2010: Loft
- 2010: Bellicher: De Macht van meneer Miller (Fernsehserie)
- 2011–heute: Levenslied (Fernsehserie)
- 2012: Tony 10
- 2013: Freddy, leven in de brouwerij (Fernsehserie)
- 2013: Smoorverliefd
- 2014: Der zweite Mann
- 2015: Der Bankraub
- 2019: Undercover (Fernsehserie)
- 2020: Die Erben der Macht (Fernsehserie)
- 2023: Knokke Off (Fernsehserie)